# Territorio (animal)

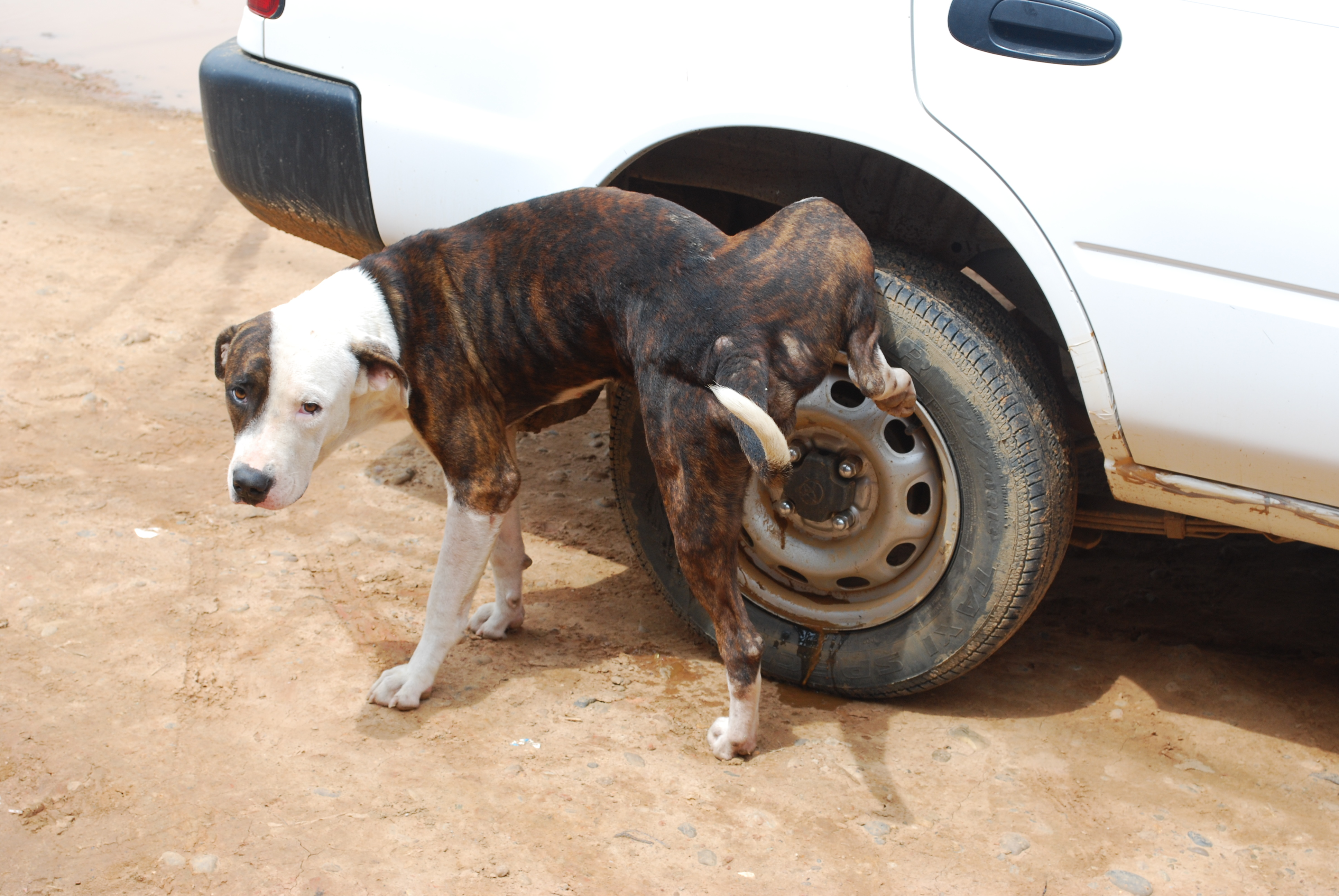
Un perro pit bull terrier americano orinando para marcar su territorio.

En etología, sociobiología y ecología del comportamiento, el término territorio se refiere a cualquier área sociográfica que un animal de una particular especie consistentemente defiende contra conespecíficos (y, ocasionalmente, contra individuos de otras especies). Los animales que defienden sus territorios se conocen como animales territoriales.

## Historia

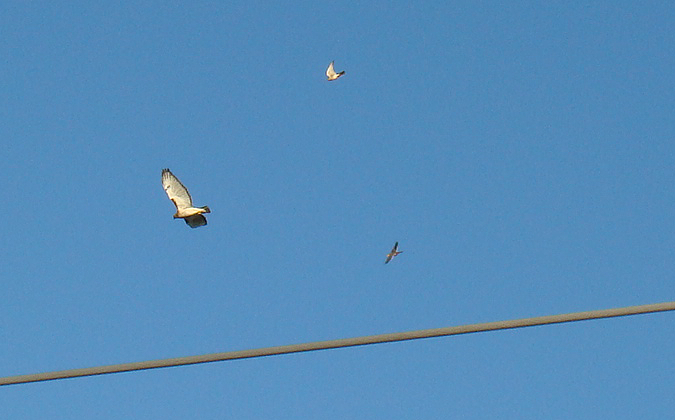
Dos ejemplares territoriales de Falco sparverius atacando un ratonero de cola roja (Buteo jamaicensis).

La idea del territorio animal fue introducida por el ornitólogo británico Eliot Howard en una publicación de 1920. En los años 1930, se desarrolla más por la ornitóloga estadounidense Margaret Morse Nice con estudios sobre el ave Melospiza melodia. Y fue ampliamente popularizado por Robert Ardrey en su libro El Imperativo Territorial, siendo tan popular este libro que generó una exagerada percepción de la importancia territorial en etología social. En realidad solo una minoría de especies mantienen territorios con límites bien definidos, donde viven y encuentran los recursos necesarios.

## Territorios clásicos

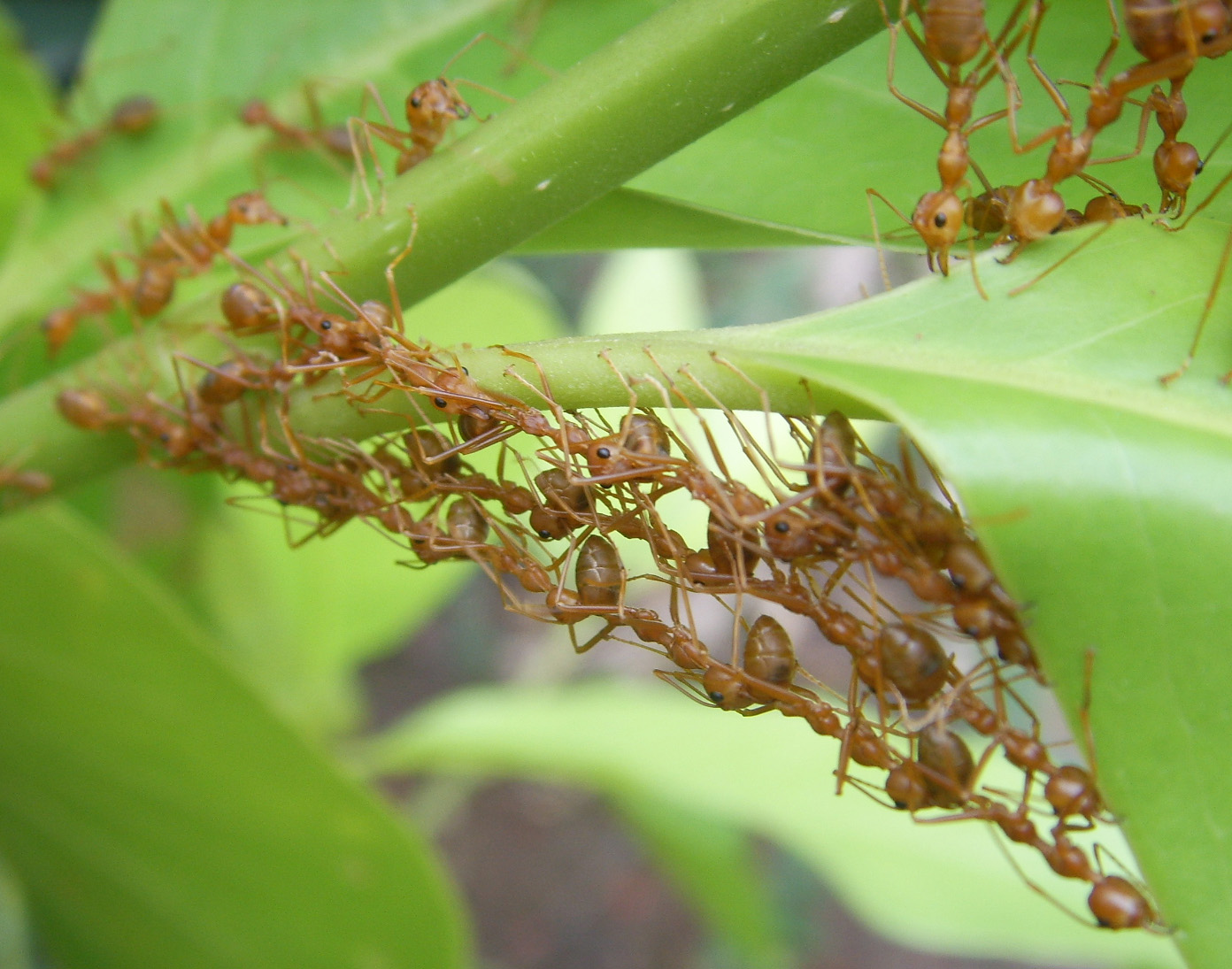
Obreras Oecophylla smaragdina (altamente territoriales) haciendo un nido en Tailandia.

Los ejemplos más relevantes de «territorio clásico» son las aves y los peces. Estos animales defienden los territorios en que tienen sus sitios de anidación y recursos suficientes de alimento para ellos y su descendencia. La defensa raramente toma la forma de lucha real, lo más común son los despliegues.
Los invertebrados que muestran territorialidad incluyen algunas hormigas, abejas o caracoles marinos como Lottia gigantea.

### Visuales
El ave Erithacus rubecula y el pez Betta splendens producen fuertes coloraciones para avisar de su territorialidad.

### Auditivos
Muchos reclamos de aves, o los gritos del gibón.

### Olfatorios
Muchos mamíferos territoriales usan el marcado territorial con olores para señalar los límites de sus territorios: deposiciones de orina o heces, o frotando partes de sus cuerpos con secreciones de glándulas odoríferas especializadas contra el sustrato.
Los perros y otras especies de cánidos marcan con orina y heces, mientras los gatos marcan raspando sus garras contra objetos, acompañados de frotes laterales.
Muchos prosimios usan el marcado territorial; por ejemplo, el lémur de vientre rojo crea áreas territoriales para grupos de dos a diez individuos en el bosque lluvioso del este de Madagascar con marcado por olor. Asimismo, el macho de sifaca diademado también marca con olor sus territorios en algunas de las mismas forestaciones.